# Andvaranaut
Andvaranaut (wörtl.: „Geschenk des Andvari“) ist in der nordischen Mythologie ein Goldring, das berühmteste Stück aus Andvaris Schatz. Der Ring hat die Fähigkeit, Gold zu mehren, doch liegt auf ihm ein Fluch, jedem den Tod zu bringen, der ihn erwirbt.
In der Lieder-Edda und in der Snorra-Edda wird die Geschichte des Rings fast übereinstimmend geschildert, und zwar so: Die drei Asen (Götter) Odin, Loki und Hönir gehen über die Welt. Als sie hungrig werden, erschlägt Loki einen Fischotter; sie gehen zu einem Bauern, Hreidmar, um Nachtquartier und um den Otter zuzubereiten. Hreidmar erkennt in dem Erschlagenen seinen Sohn Otr (das heißt „Otter“), der nicht nur diesen Namen trug, sondern auch die magische Fähigkeit besaß, sich in einen Fischotter zu verwandeln, und in dieser Gestalt Fische in einem Wasserfall fing. Hreidmar und seine beiden anderen Söhne, Fafnir und Reginn, fordern von den Göttern Totschlagsbuße für Otr. Die Götter haben kein Gold; Loki muss es ihnen verschaffen, indem er einen Zwerg namens Andvari fängt, der einen großen Schatz besitzt und im Wasser als Fisch lebt. Loki verlangt von Andvari als Lösegeld den Schatz und als letztes Stück eben auch den Ring, den Andvari behalten wollte, um den Schatz wieder vermehren zu können. Da verflucht Andvari seinen Ring: Er solle zwei Brüdern den Tod und acht Fürsten Fehde (das heißt ebenfalls: den Tod) bringen und niemandem von Nutzen sein. Loki gibt den Schatz mitsamt dem Ring weiter an Odin, dieser an Hreidmar als Wergeld für dessen erschlagenen Sohn Otr. Hreidmar wird von seinem Sohn Fafnir erschlagen, da er das Wergeld nicht teilen will. Fafnir verwandelt sich in einen Lindwurm und legt sich auf das Gold, um den Schatz, und auch den Ring, besser bewachen zu können. Reginn, der Bruder Fafnirs, von diesem ebenfalls um seinen Anteil am Gold betrogen, sieht in dem jungen Sigurd, seinem Ziehsohn, eine Chance, Fafnir den Schatz abzunehmen. Sigurd schafft es tatsächlich, den Drachen Fafnir zu töten, und gelangt so in den Besitz des Ringes, des Schatzes und des Oegishelms. Reginn will aber Sigurd töten und alles für sich haben. Durch Vögel gewarnt (durch den Genuss des Drachenblutes versteht Sigurd die Vogelsprache) kommt Sigurd ihm zuvor und erschlägt Reginn. Die Snorra-Edda fügt noch  hinzu, dass Sigurd den Ring als Liebespfand schließlich Brynhild weitergibt; er nimmt ihr ihn wieder, als er in Gestalt Gunnars um Brynhild wirbt, und schenkt ihn seiner Frau Gudrun. Im Streit mit Brynhild dient ihr der Ring als Beweismittel.
Das Motiv des Rings zieht sich noch durch mehrere deutsche Sagen. Im Nibelungenlied und in der Thidrekssaga spielt er nur im Hintergrund eine Rolle; dagegen machte Richard Wagner in seinem Opernzyklus Der Ring des Nibelungen aus ihm ein zentrales Motiv.